# Pośrednia Barania Turnia
Pośrednia Barania Turnia (słow. Prostredná Barania veža) – turnia znajdująca się w Baraniej Grani w słowackiej części Tatr Wysokich. Jest jedną z trzech Baranich Turni. Od Zadniej Baraniej Turni oddzielona jest Pośrednią Baranią Szczerbiną, a od Skrajnej Baraniej Turni odgranicza ją Niżnia Barania Szczerbina. Wierzchołek Pośredniej Baraniej Turni nie jest dostępny żadnymi znakowanymi szlakami turystycznymi. Także droga prowadząca Baranią Granią omija wierzchołek po jej wschodniej stronie.